# Úplný bipartitní graf

Úplný bipartitní graf

Několik úplných bipartitních grafů typu hvězda: a

Úplný bipartitní graf (také úplný dvoudílný graf nebo úplný sudý graf) je pojem z matematiky, z teorie grafů. Rozumí se jím takový bipartitní graf, do kterého již nelze přidat žádnou hranu. Jeho vrcholy lze tedy rozdělit na dvě disjunktní množiny a každý vrchol z první množiny je spojen hranou s každým vrcholem z druhé množiny. Tyto grafy jsou až na isomorfismus určeny jednoznačně počtem vrcholů obou množin a značí se {\displaystyle K_{n,m}}.
Otázka rovinnosti úplného bipartitního grafu {\displaystyle K_{3,3}} je jádrem úlohy o třech domech a třech studnách.

## Vlastnosti

### Počet kružnic
{\displaystyle \textstyle \sum _{k=2}^{\min(m,n)}{\binom {m}{k}}{\binom {n}{k}}{\frac {k!(k-1)!}{2}}}